# Mireșu Mare
Mireșu Mare is een Roemeense gemeente in het district Maramureș.
Mireșu Mare telt 5110 inwoners.